# 병조림

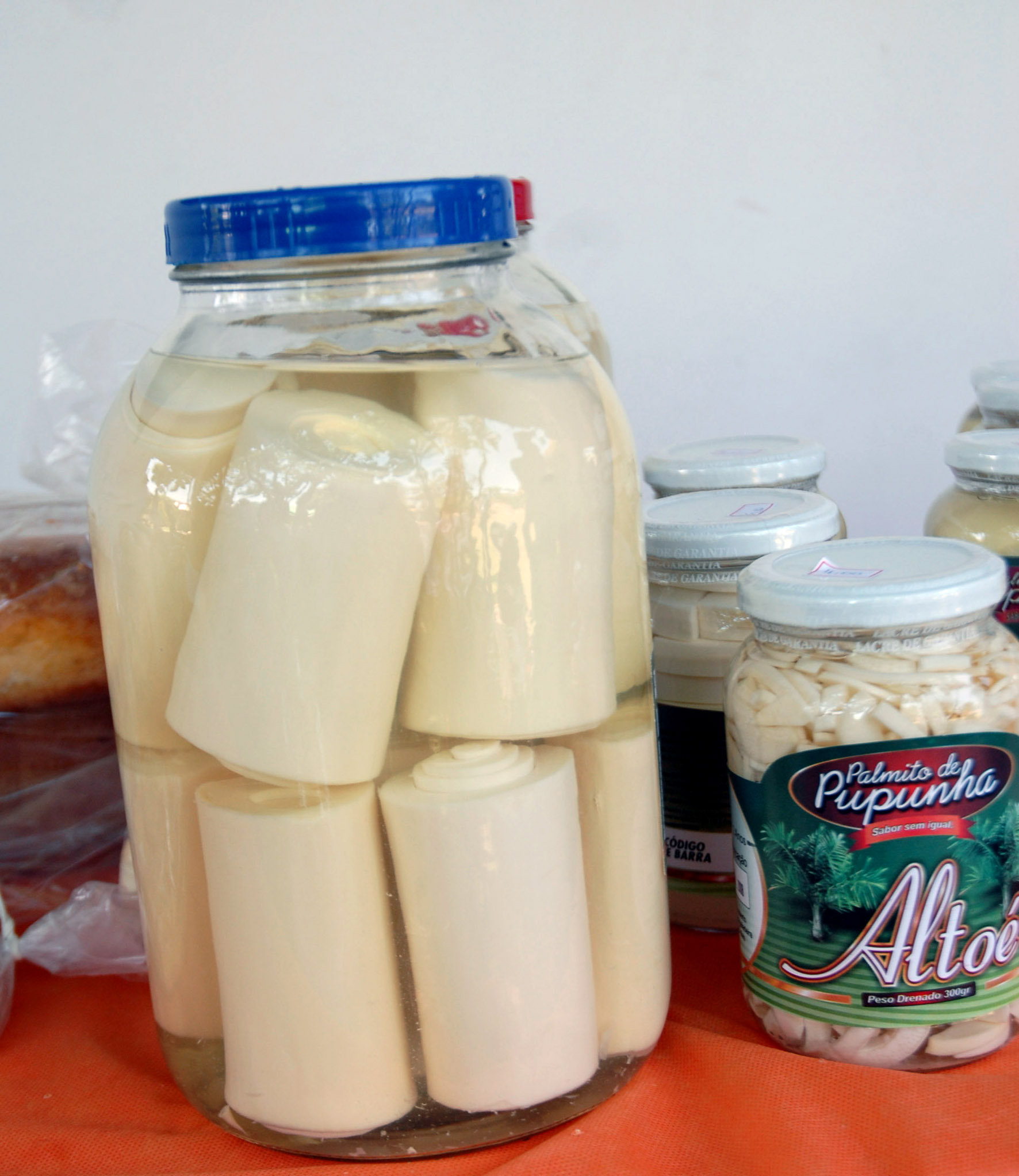
야자심 병조림

병조림(甁--)은 가공된 식품을 유리병에 넣어 유리병과 함께 가열, 멸균처리 한 후 코르크 마개 등으로 밀봉해 외부의 공기나 세균이 침투하지 못하게 함으로써 식품을 오랜 기간 보관할 수 있도록 만든 음식조리 및 밀폐 보관 방법 또는 그 식품을 말한다. 제조와 보관 방법의 원리가 통조림과 동일하다. 이 방법은 1809년 프랑스의 발명가 니콜라 아페르가 개발했다.
용기인 유리병이 보관 혹은 이동 중에 파손 위험성 등으로 관리, 보관상의 어려움 때문에 오늘날에는 통조림에 비해서 많이 사용되지 않고 있으며 양철이나 알루미늄 등으로 만든 통조림통이 유리병을 대체하여 주로 유통된다. 통조림을 위한 용기가 발명되기 이전에 병조림이 먼저 출시되었으며 병조림은 통조림의 원조라고 할 수 있다.

## 병조림의 발명
병조림 제조법은 1809년 니콜라 아페르가 고안했다. 당시 그가 고안한 방법은 입구가 넓은 유리병에 미리 가공된 식품을 넣고 끓는 열탕에 담가 충분히 가열한 후 내용물이 뜨거울 때 코르크 마개로 단단히 밀봉하고 철사와 파라핀으로 보강하는 아주 간단한 방법이었다. 니콜라 아페르가 이런 방법을 고안한 동기는 프랑스 산업장려협회가 군대에 공급하는 식품을 신선한 상태로 장기간 저장할 수 있는 좋은 방법을 현상 모집한 데 있었다. 프랑스 해군은 아페르의 병조림에 대해 3개월간 저장하는 실험을 진행했다. 그 결과는 쇠고기 육수는 조금 변질되었으나 콩과 완두콩은 신선한 상태가 유지되었다. 실험이 끝난후 아페르는 프랑스 정부로부터 1만 2000프랑의 상금을 받았다. 실험 결과에 대해 어느 정도 만족스러웠지만 나폴레옹 1세는 육군작전에 병조림을 이용할 수 없었다. 파손의 위험성이 컸고 기동전에 불리했기 때문이다. 
병조림의 개발 당시 아페르는 과거 자신이 식품제조업을 했었던 경험을 토대로 개발했을 뿐이었고 병조림한 식품을 장기간 저장할 수 있는 원리는 정확히 알지 못했다. 다만 음식물 부패의 원인이 공기, 또는 공기 속에 들어 있는 산소 때문일 것이라고 추측했다. 부패의 원인이 세균이란 사실은 1864년 프랑스의 화학자 파스퇴르에 의해 밝혀졌다. 한편, 1810년 영국의 피터 듀란트가 유리병이 가지는 단점을 보완하기 위해 주석도금강판(양철)을 이용한 통조림용 깡통을 개발하여 통조림 발전에 크게 기여하였다. 아울러, 1960년대 들어 단층 플라스틱 필림이나 금속박등으로 만든 파우치 형태의 용기에 식품을 넣어 고압가열살균 처리를 한 레토르트 식품이 개발되어서 편리성을 더하고 있는데, 이런 레토르트 식품 제조 역시 병조림 원리를 응용한 것이다. 

## 장단점
병조림은 통조림과 달리 개봉을 하지 않고도 내용물의 상태를 확인할 수 있고 통조림 깡통 내부에 코팅된 주석이나 플라스틱등이 녹아내리는등 환경 호르몬에 의한 오염현상이 발생하지 않으며 통조림과 같이 밀봉기계가 필요하지 않으므로 가정에서도 만들 수 있는 장점이 있다. 병조림을 이용하여 저장할 경우에 방부제나 보존료 첨가없이도 장기 보관이 가능한 것이 최대 장점이라 할 수 있다.
이에 비해 수송, 보관, 전시, 유통중에 충격으로 용기가 깨어질 위험성이 있고 햇볕등으로 인해 변색, 퇴색, 산화등이 일어나고 무겁고, 열전도가 나빠 살균시 불리한 점, 살균후 급냉이 안 되는 점 등에 단점이 있다. 통조림에 비해 보존기간이 짧고, 사용범위도 좁다. 따라서 병조림 제품은 살균이 쉬운 신맛이 강한 식품에 한하여 주로 사용된다.

## 같이 보기
- 저온 살균법

- 통조림